# بوب براينت (لاعب كرة قدم أمريكية)
بوب براينت (بالإنجليزية: Bob Bryant) هو لاعب كرة قدم أمريكية أمريكي، ولد في 14 يونيو 1918 في فريدريك في الولايات المتحدة، وتوفي في 3 نوفمبر 2000 في أوكلاهوما سيتي في الولايات المتحدة.

## وصلات خارجية
- بوب براينت على موقع مرجع كرة القدم المحترفة.كوم (الإنجليزية)
- بوب براينت على موقع JustSportsStats.com (الإنجليزية)